# Монтегю, Мэри
Леди Мэри Уортли-Монтегю (англ. Mary Wortley Montagu) (15 мая 1689, Лондон — 21 августа 1762, Лондон) — английская писательница, поэтесса и путешественница. Известна научно ценными «Турецкими письмами», первым произведением светской женщины о мусульманском Востоке. Впервые привезла в Европу раннюю технику прививания оспы (вариоляция).
Жена посла Британской империи в Османской империи, представительница высшей аристократии Великобритании (из семьи герцога; мужем её дочери был премьер-министр Джон Стюарт).

## Биография
Мэри, в девичестве Пьерпонт, родилась в Лондоне 15 мая 1689 года в весьма обеспеченной семье Эвелина Пьерпонта, 5-го графа Кингстон-на-Халле и крещена 26 мая в церкви Святого Павла в Ковент-Гарден. Семье принадлежали поместье Торсби-холл и Хольм-Пьерпонт в Ноттингемшире, дом в Уэст-Дине в Уильшире. В Торсби-холле располагалась одна из лучших частных библиотек Англии, и Мэри с большой любовью пользовалась ею. Библиотека была потеряна при пожаре Торсби-холла в 1744 году.
В круг близких друзей леди Мэри входила Мэри Эстел, известная борьбой за права женщин, и Энн Уортли Монтегю, внучка графа Эдварда Монтегю. Она вела с Энн оживлённую переписку, однако письма со стороны Энн часто были обработками черновиков, написанных её братом сэром Эдвардом Уортли Монтегю. После смерти Энн в 1709 году переписка Эдварда и Мэри продолжилась напрямую, и Э. У. Монтагю сделал Мэри предложение.
Отец Мэри, к этому времени произведённый в маркизы Дорчестера, отказал Э. У. Монтегю, не желая делать его наследником своих владений. Переговоры не дали результата, и ввиду того, что Эвелин Пьерпонт собирался выдать дочь за другого претендента на её руку, в 1712 году Эдвард и Мэри бежали и тайно обвенчались.
Первые годы семейство провело уединённо, но в 1715 году её супруг стал членом парламента от Вестминстера, а вскоре после этого лордом-комиссионером Сокровищницы. Вскоре леди Мэри Монтегю присоединилась к нему в Лондоне и благодаря своему острому уму быстро завоевала важное место при дворе.
В 1716 году Эдвард Уортли Монтегю был назначен послом Великобритании в Стамбуле. Путешествие туда и жизнь в Стамбуле леди Мэри описала в так называемых «Письмах из турецкого посольства». Эти письма вдохновили ряд последующих путешественниц-писательниц, а также художников ориентализма и стиля тюркери. В 1717 году Эдвард Монтагю был отозван из Турции, но супруги прожили в Стамбуле до 1718 года.
Леди Мэри привезла в Лондон из Стамбула сведения о принятой в Османской империи вариоляции — ранней практики оспопрививания. Она оставалась единственным средством оспопрививания до изобретения Эдвардом Дженнером более безопасной вакцинации с помощью коровьей оспы в 1790-х годах. Несмотря на оппозицию со стороны британских медиков и общественности, которые считали вариоляцию недостойным «ориентальным» методом, дети королевской четы были успешно вакцинированы от оспы.

## Дружба с Филдингом
Леди Мэри была в родстве с Генри Филдингом и сыграла определённую роль в его карьере драматурга (с 1728 г.):

Легкостью, с которой устроился его дебют, Филдинг, несомненно, был обязан своей троюродной сестре леди Мэри Уортли Монтегю: она прочла рукопись, побывала на двух представлениях и получила заслуженное посвящение, когда через неделю после премьеры пьеса была опубликована.
Дружеские отношения с Филдингом леди Мэри поддерживала на протяжении всей его жизни.